# Медовий місяць (фільм, 1956)
«Медовий місяць» (рос. «Медовый месяц») — радянський художній фільм-комедія, поставлений на Ленінградській ордена Леніна кіностудії «Ленфільм» у 1956 році режисеркою Надією Кошеверової.
Прем'єра відбулася 10 грудня 1956 року.

## Зміст
Люда Одинцова, навчаючись останній рік у медінституті, вибрала собі за чоловіка корінного ленінградця. План був простий – отримати розподіл на роботу в Ленінграді і залишитися тут жити. Та новоспечений чоловік вирішує рушити в Сибір, і Люда змушена їхати з ним.

## Ролі
- Людмила Касаткіна — Людмила Одинцова-Рибальченко
- Павло Кадочников — Олексій Миколайович Рибальченко
- Тетяна Панкова — Анна Терентіївна, тітка Люди
- Павло Суханов — Іван Терентійович, батько Люди
- Зоя Федорова — Єлизавета Федорівна, кухарка
- Сергій Філіппов — паромщик Федоров
- Петро Лобанов — Сорокін завідувач їдальні
- Катерина Савінова — Зойка, комсомольський секретар
- Тетяна Пельтцер — Віра Аркадіївна, медсестра
- Валентин Абрамов — Олександр Михайлович, начальник будівництва

## В епізодах
- Анатолій Абрамов — Шандоренко, бухгалтер
- Зоя Александрова — секретарка
- Людмила Люлько — приїжджаюча з главка
- Кирило Лавров — Кирило Дроздов, випускник медінституту
- Людмила Макарова — випускниця медінституту
- Любов Малиновська — зварювальниця
- Анна Матвієва — Клава Петрова, мама малюка Миті
- Вадим Медведєв — Шандор, угорець, шанувальник Людочки
- Володимир Волчик — шофер (в титрах не вказаний)
- Микола Кузьмін — Дьомін, робітник із травмованою рукою (в титрах не вказаний)
- Володимир Курков — студент (в титрах не вказаний)
- Василь Топорков — на святковому вечорі в честь 8 березня розмовляє з батьком і тіткою Людочки Одинцовой (в титрах не вказаний)
- Микола Трофимов — шофер (в титрах не вказаний)
- Аркадій Трусов — Конкін бригадир (в титрах не вказаний)
- Євген Шутов — студент у коричневій куртці (в титрах не вказаний)

## Знімальна група
- Автори сценарію - Климентій Мінц, Євген Помещиков
- Режисер-постановник — Надія Кошеверова
- Оператор - Анатолій Назаров
- Художники - Абрам Векслер, Семен Мандель
- Композитор - Мойсей Вайнберг
- Звукооператор - Олександр Беккер
- Монтажер - Олена Миронова
- Директор картини - Володимир Беспрозванний